# Рубондо-Айленд (национальный парк)
Национальный парк Рубондо-Айленд (англ. Rubondo Island National Park) — национальный парк Танзании, расположенный на севере страны. Парк занимает остров Рубондо и ряд других более мелких островов на озере Виктория.

## Физико-географическая характеристика
Национальный парк Рубондо-Айленд включает в себя остров Рубондо и 12 близлежащих островков в юго-западной части озера Виктория (по информации агентства TANAPA, близлежащих островов 9). Острова расположены севернее залива Эмин-Паша и административно принадлежат к области Мванза, находясь в 150 км западнее её административного центра - города Мванза.
Береговая линия включает в себя камни, песчаные пляжи и леса. Ещё до создания национального парка в 1977 году на островах был охотничий резерват. Парк хорошо защищён от воздействия человека, а единственную угрозу составляет постепенное ухудшение состояния самого озера Виктория.

## Флора и фауна
90 % площади парка составляют влажные леса, в которых можно встретить более 40 видов орхидей. В парке обитают бегемоты, мангусты, мартышки. Кроме того, на острова были завезены шимпанзе, слоны, жирафы и колобусы. В парке можно увидеть редкий вид антилоп, ведущих полуводный образ жизни, — ситатунга.
Особой популярностью пользуется рыбалка на островах. Некоторые особи нильского окуня превышают 100 кг, кроме того в парке водится тилапия и другие рыбы.